# El Pinar (Uruguay)
El Pinar ist eine Stadt in Uruguay, die mittlerweile in der Ciudad de la Costa aufgegangen ist.

## Geographie
Sie befindet sich im Süden des Departamento Canelones in dessen Sektor 37 an der Küste des Río de la Plata. Westlich grenzt Lomas de Solymar an, östlich liegt Neptunia und im Norden ist Country Villa Juana gelegen.

## Infrastruktur
Durch El Pinar, in dessen Nordteil die Rennstrecke Autódromo Víctor Borrat Fabini gelegen ist, führt die Ruta Interbalnearia.

## Einwohner
Die Einwohnerzahl von El Pinar beträgt 21.091. (Stand: 2011)
| Jahr | Einwohner |
| ---- | --------- |
| 1963 | 394       |
| 1975 | 1.874     |
| 1985 | 3.479     |
| 1996 | 10.383    |
| 2004 | 17.221    |
| 2011 | 21.091    |

Quelle: Instituto Nacional de Estadística de Uruguay